# Pusterwald
Pusterwald is een gemeente in de Oostenrijkse deelstaat Stiermarken die deel uitmaakt van het district Judenburg.
Pusterwald telt 540 inwoners.

## Geschiedenis
Pusterwald maakte deel uit van het district Judenburg tot dit op 1 januari fuseerde met het district Knittelfeld tot het huidige district Murtal.
Stadsgemeenten:
Judenburg · Knittelfeld · Spielberg · Zeltweg

Marktgemeenten:
Kobenz · Obdach · Pöls-Oberkurzheim · Pölstal · Seckau · Unzmarkt-Frauenburg · Weißkirchen in Steiermark

Overige gemeenten:
Fohnsdorf · Gaal · Hohentauern ·  Lobmingtal ·  Pusterwald · Sankt Georgen ob Judenburg · Sankt Marein-Feistritz · Sankt Margarethen bei Knittelfeld · Sankt Peter ob Judenburg
- Gemeinsame Normdatei: 4468516-6
- Virtual International Authority File: 233868938
- WorldCat: E39PBJbxHHBcMcYj4FJmymf6rq